# Kieler TTK Grün-Weiß
Der Kieler TTK Grün-Weiß ist der älteste deutsche Tischtennisverein. Seine Mannschaften gewannen mehrfach die deutsche Meisterschaft.

## Vereinsgründung
Der Verein wurde 1925 von Kurt Entholt unter dem Namen Kieler Tischtennis-Klub gegründet und ist somit der älteste deutsche Tischtennisverein. 1957 ging man mit dem TTC Grün-Weiß zusammen, der 1949 entstanden war, und nannte sich Kieler TTK Grün-Weiß.

## Herrenmannschaft
Bei der ersten deutschen Mannschaftsmeisterschaft 1932/33 holten die Kieler Herren am 23. April 1933 den Titel. In der Endrunde in Jugenheim setzte sich die Mannschaft in der Besetzung Kurt Entholt, Wishnu Kirloskar, Erwin Münchow, Hermann Suhr, Herbert Ladda, H.Landsberg (gefallen) und Werner Deutelmoser gegen SV Darmstadt 98, TC Blau-Gold 1921 (Berlin) und Reemtsma-SG Dresden durch.
Ein Jahr später wurde die Mannschaft deutscher Vizemeister (hinter TTC Gelb-Weiß Berlin), in den beiden Folgejahren belegte sie Platz 4 und Platz 3. Von 1946 bis 1948 wurde sie dreimal hintereinander Vierter. 1951 war das Team in der neu gegründeten Oberliga Nord vertreten. In der Saison 1959/60 traten sie wieder in der Oberliga Nord an, ebenso mehrmals in den 1970er Jahren (1974/75; 1977/78), wobei dann die Oberliga unterhalb der Bundesliga zweitklassig war. 1982 gelang der Aufstieg in die 2. Bundesliga. In der Saison 2022/23 spielt die erste Herrenmannschaft in der Verbandsoberliga Schleswig-Holstein/Hamburg/Mecklenburg-Vorpommern.

## Damenmannschaft
Die Damenmannschaft spielte von Beginn an in der 1959 eingeführten Damenoberliga Nord und gehörte ab 1960 zu den führenden deutschen Teams. Sie wurde erstmals in der Saison 1960/61 deutscher Meister vor dem DSC Kaiserberg. Bei der Endrunde in Rheinfelden spielte sie in der Aufstellung Edit Buchholz, Ingrid Kriegelstein, Ellen Buchholz, Monika Block, Hildegard Jaentsch und Karin Fischer.
Nach zwei Vizemeisterschaften wurde Kiel 1963/64 wieder deutscher Meister (Edit Buchholz, Ingrid Kriegelstein, Monika Block, Ellen Buchholz).
In den folgenden 6 Jahren wurde Kiel immer Zweiter, jeweils hinter DSC Kaiserberg. Es folgten Platz 4 in der Saison 1970/71 und erneut Platz 2 in 1971/72. 1972 gehörte der Verein der neu gegründeten zweigeteilten Bundesliga an.
1974 gewann die Damenmannschaft zum dritten Mal die deutsche Meisterschaft (Edit Wetzel, Monika Block, Ingrid Bahnert). In den beiden nachfolgenden Jahren belegte sie Platz 3. Es folgte der Abstieg, 1981 der Wiederaufstieg und Platz 3 in der Saison 1981/82.
1983/84 und 1984/85 errang das Team nochmals Platz 2. Der Gewinn der deutschen Pokalmeisterschaft gelang viermal, nämlich 1962, 1969, 1972 und 1983.

## Rückzug
Im Juni 1985 zog der 1. Vorsitzende Norbert Schlichtenberger (der noch heute (April 2024) im Amt ist) die Mannschaften zurück, die Damenmannschaft als deutscher Vizemeister von der ersten in die zweite Bundesliga, die Herrenmannschaft von der zweiten Bundesliga in die Oberliga. Zu diesem Zeitpunkt hatte der Verein 164 Mitglieder und 23 aktive Mannschaften.
1991 feierte der Verein ein Comeback in der 1. Bundesliga, konnte jedoch den sofortigen Abstieg nicht vermeiden. In der Saison 1993/94 gelang der Wiederaufstieg in die 1. Bundesliga in der Besetzung Geng Lihong, Kirsten Krüger, Nicole Kunstein, Dorota Bilska-Borowska und Sabine Wetzel. 1996 meldete der Verein die Mannschaft erneut aus der 1. BL ab, 2002 erfolgte der Rückzug aus der 2. Bundesliga in die Oberliga.

## Weitere bekannte Aktive
- Kirsten Krüger
- Marie Lindblad
- Andrea Gutknecht